# Aeropuerto Internacional de Corisco
El Aeropuerto Internacional de Corisco (IATA: OCS, OACI: OCS), o simplemente Aeropuerto de Corisco, es un aeropuerto que sirve a la isla de Corisco en la Provincia Litoral de Guinea Ecuatorial. Fue inaugurado el 10 de octubre de 2011.
El aeropuerto está a 48 kilómetros (26 millas náuticas) al norte del VOR/DME de Libreville (identificador: LV) y la elevación del campo es de 17 m (55 pies).

## Historia
El aeropuerto fue concebido originalmente como parte de un proyecto que tenía como objetivo convertir la isla de Corisco en un importante centro turístico. La empresa constructora marroquí Somagec se encargó de la construcción del lugar.
El segundo vice primer ministro, Demetrio Elo Ndong Nsefumu, visitó el aeropuerto de la isla de Corisco el 5 de octubre de 2011 para comprobar personalmente el avance de la construcción de la instalación.
El 10 de octubre, el presidente de Guinea Ecuatorial Teodoro Obiang Nguema y la primera dama se reunieron allí, acompañados por el presidente de Gabón, Ali Bongo Ondimba, que fue el invitado de honor en el acto de inauguración del nuevo aeropuerto. También estuvieron presentes los ministros y miembros del Gobierno de Guinea Ecuatorial y representantes diplomáticos de países como España, Marruecos, Estados Unidos, China y Cuba. En la inauguración también participaron varios ancianos de la isla, junto con el alcalde de Corisco, el director de Somagec, el primer ministro Ignacio Milam Tang, y el segundo vice primer ministro Demetrio Elo Ndong Nsefumu. El presidente pronunció un discurso sobre la importancia del impacto del nuevo aeropuerto en el turismo. Tras el acto inaugural, los presidentes de Guinea Ecuatorial y Gabón, junto con la primera dama ecuatoguineana, el primer ministro y el resto de invitados del gobierno, recorrieron las modernas instalaciones del nuevo aeropuerto.